# Монталдо ди Мондови
Монта̀лдо ди Мондовѝ (на италиански: Montaldo di Mondovì; на пиемонтски: Montaud d'l Mondvì, Монтауд дъл Мондъви) е село и община в Северна Италия, провинция Кунео, регион Пиемонт. Разположено е на 796 m надморска височина. Населението на общината е 582 души (към 2010 г.).